# Le Fjord des baleines
Pour plus de détails, voir Fiche technique et Distribution.
Le Fjord des baleines (Hvalfjörður en islandais) est un court métrage islando-danois sorti en 2013 et réalisé par Guðmundur Arnar Guðmundsson.

## Synopsis
En Islande, deux frères vivent avec leurs parents dans une ferme située loin de tout. Un jour, le plus jeune surprend l’aîné qui tente de se suicider. Bouleversé, il s’enfuit, mais le grand frère le rattrape et lui fait promettre de ne rien raconter à leurs parents.

## Fiche technique
- Titre original : Hvalfjörður
- Titre en français : Le Fjord des baleines
- Réalisation : Guðmundur Arnar Guðmundsson
- Scénario : Guðmundur Arnar Guðmundsson
- Production : Join Motion Pictures, Fourhands Film
- Producteurs : Anton Máni Svansson, Guðmundur Arnar Guðmundsson
- Monteur : Anders Skov
- Décoratrice : Julia Embla Katrinardottir
- Ingénieurs du son : Gunnar Oskarsson, Huldar Freyr Arnarsson
- Pays d'origine :  Islande -  Danemark
- Langue originale : islandais
- Format : couleur
- Durée : 15 minutes
- Date de sortie en France : mai 2013

## Distribution
- Ágúst Örn B. Wigum : Ivar
- Einar Jóhann Valsson : Arnar
- Unnur Ösp Stefánsdóttir : la mère
- Valdimar Örn Flygenring : le père

## Nominations et récompenses
Le Fjord des baleines a été nommé au Festival de Cannes 2013 à la Palme d'or du court métrage et a remporté la mention spéciale. Il a également été nommé au Festival international du film de Varsovie en 2013 et au Prix du cinéma européen du meilleur court métrage en 2014.
Le court métrage a remporté 11 récompenses dans des festivals internationaux entre 2013 et 2015, notamment au Festival européen du film court de Brest, au Festival du film de Zagreb, au Festival international du film de Reykjavík, au Festival international du film de Flandre-Gand, au Festival international du film des Hamptons ou encore au Festival du film de Brooklyn.